# Santa Maria del Vilaró
Santa Maria del Vilaró, o Santa Maria del Puig, és una ermita romànica del municipi d'Olius (Solsonès) protegida com a bé cultural d'interès local. Fou construïda escapçant la primitiva església de Santa Fe d'Anseresa.

## Descripció
És una capella romànica amb modificacions. La primitiva església fou escapçada i en lloc de l'absis s'hi afegí una altra església documentada com a Santa Maria del Vilaró, formant un conjunt d'església d'una nau i absis rodó. La nau coberta amb volta és d'arrencada gòtica i coronament arrodonit. Té arcs preabsidials i torals similars. L'absis també té el mateix tipus de volta.
El parament de l'església primitiva és de pedres treballades a cops de maceta en filades i sobrealçada. La part baixa del frontis és feta de grans blocs rústecs. La porta al mur sud és d'arc de mig punt resseguit per dovelles.
La construcció de l'església posterior és amb parament de carreus en filades. L'absis és damunt d'un sòcol format per grans blocs. Aquesta filada de grans blocs, continua per la nau, fins a l'obra del segle xi. Té una finestra de doble esqueixada a l'absis.

## Història
La primitiva església de Santa Fe d'Anseresa surt citada en l'acta de consagració de Sant Esteve d'Olius. Per construir la nova, fou escapçada l'any 1079. L'any 1163, Pere del Vilaró i la seva esposa Bernarda, entre altres llegats, deixen a Santa Maria del Vilaró la meitat del mas de "Bello Solano" (Bell Solar), que posseïen junt amb Bernat de Vilaró, l'any 1163. Eren els primers temps en què entraren en la possessió del mas d'Anseresa. Al segle xvi, Santa Maria del Vilaró s'anomenava Santa Maria del Puig. S'hi celebrava la missa en la festa de l'Anunciació i l'hereu del Vilaró pagava les despeses i donava dinar al rector i altres capellans si n'hi havia.